# Wil Hulshof-van Montfoort
 Wilhelmina Theodora Ursula (Wil) Hulshof-van Montfoort (Maartensdijk, 3 juli 1935 – Ootmarsum, 23 februari 2025) was een Nederlandse atlete, die als speerwerpster in de tweede helft van de jaren vijftig en de eerste helft van de jaren zestig van de 20e eeuw op dit atletiekonderdeel de toonaangevende atlete was in Nederland. Ze werd zevenmaal Nederlands kampioene en tilde het Nederlandse record op dit onderdeel in een viertal stappen van 44,52 m in 1954 naar 49,03 in 1964. Dit laatste record hield een jaar stand.

## Biografie

### Kennismaken met speerwerpen
Het gaat te ver om te stellen dat Wil van Montfoort nog nooit een speer in haar handen had gehad, toen zij op 1 juli 1956 in het Vlaams-Brabantse Huizingen aantrad voor de interland van Nederland B tegen België. Ze was toen al zo’n jaar of vier lid van O.S.S. VOLO in Den Bosch, een vereniging waar men naast turnen ook aan atletiek deed. Serieus was zij er echter tot dan nog nooit mee bezig geweest. De sportief aangelegde Van Montfoort had behalve aan turnen – waarin zij het zelfs tot tweedegraads keurturnster schopte – aan handbal, volleybal en basketbal gedaan. Bovendien had zij samen met een vriendin enige tijd een acrobaten-act verzorgd als onderdeel van een cabaretprogramma. Toen er op zeker moment in de buurt van Utrecht een selectiewedstrijd plaatsvond voor de Nederlandse ploeg en zij samen met haar ouders toevallig in een zomerhuisje in Breukelen verbleef, besloot zij hieraan deel te nemen. Prompt wierp zij zich in de Nederlandse B-ploeg. Hulshof-van Montfoort: "Daarna ben ik met dat speerwerpen wat serieuzer aan de gang gegaan. Als je dan gekozen wordt voor de Nederlandse ploeg, ga je natuurlijk iets meer je best doen om er wat van te maken. Zo is het eigenlijk gelopen."

### Records en titels
In die eerste interland kwam Wil van Montfoort tot 34,44, om zich vervolgens in rap tempo te verbeteren. Een jaar later, in 1957, stond ze met 40,59 al derde op de nationale ranglijst en in 1958 schroefde zij het Nederlandse record van Ans Koning, gevestigd op de Europese kampioenschappen van 1946 in Oslo, op van 44,28 tot 44,52. In 1959 werd zij daarna voor de eerste maal Nederlands kampioene, een titel die zij tot en met 1965 zes maal zou prolongeren. Zeven speerwerptitels op rij bij de vrouwen, het was in de vaderlandse atletiekgeschiedenis nog nooit voorgekomen en zou bijna een halve eeuw later alleen door Bregje Crolla worden geëvenaard.
Wil Hulshof-van Montfoort heeft nooit met een eigen trainer gewerkt. Alleen voor de Olympische Spelen van 1960 werd door de KNAU voor de Nederlandse selectie de Duitser Eduard Rüssmann als speciale trainer ingehuurd. Hulshof-van Montfoort: "Van hem heb ik een hele gerichte speerwerptraining gehad. Die heeft mij dus eigenlijk heel veel geleerd."

### Verhuizingen
In de jaren vijftig leerde Van Montfoort Christ Hulshof kennen. Nadat beiden eind jaren vijftig een driekamp hadden gewonnen bij de Bossche kampioenschappen, ontstond er een relatie, die in 1961 uitmondde in een huwelijk. Na een verhuizing in 1963 naar Den Haag werd Wil Hulshof-van Montfoort lid van het Leidse De Bataven, voor welke vereniging zij in de jaren die volgden in actie kwam. Daarnaast meldde zij zich aan bij de Haagse handbalvereniging Hellas.
Een volgende verhuizing bracht hen in 1965 naar Prinsenbeek bij Breda, waarna Hulshof-van Montfoort lid werd van de Bredase atletiekvereniging A.V. Sprint. Daarnaast bleef zij ook handballen. Totdat enkele jaren later haar kinderen werden geboren. Toen was het met de actieve sportbeoefening gedaan, al zette zij bij Sprint nog wel de trimgroepen op, voordat zij in 1971 opnieuw verhuisde, ditmaal naar het Twentse Ootmarsum. Ook daar ontplooide zij op recreatief gebied in diverse sporten allerlei activiteiten, zowel in het tennis, als volleybal en golfen. Als atlete was zijzelf nog jarenlang actief in de 'masterscategorieën', veroverde daarin Nederlandse titels en werd zelfs uitgezonden naar de wereldkampioenschappen. Stilzitten kwam in het woordenboek van Wil Hulshof-van Montfoort niet voor.    

## Nederlandse kampioenschappen
| Onderdeel   | Jaar                                     |
| ----------- | ---------------------------------------- |
| speerwerpen | 1959, 1960, 1961, 1962, 1963, 1964, 1965 |

## Records

### Persoonlijk record
| Onderdeel   | Prestatie       | Datum        | Plaats    |
| ----------- | --------------- | ------------ | --------- |
| speerwerpen | 49,03 m (ex-NR) | 19 juli 1964 | Beverwijk |

### Nederlandse records
| Onderdeel   | Prestatie | Datum             | Plaats     |
| ----------- | --------- | ----------------- | ---------- |
| speerwerpen | 44,52 m   | 15 augustus 1958  | Trelleborg |
|             | 46,16 m   | 9 augustus 1959   | Verdun     |
|             | 48,45 m   | 27 september 1959 | Aken       |
|             | 49,03 m   | 19 juli 1964      | Beverwijk  |